# جانی آدامز
جانی آدامز (انگلیسی: Johnny Adams؛ ۵ ژانویهٔ ۱۹۳۲ – ۱۴ سپتامبر ۱۹۹۸) یک خواننده اهل ایالات متحده آمریکا بود.